# Tussenstaat van het stervensproces
In de teksten van het Tibetaans boeddhisme verstaat men onder de Tussenstaat van het Stervensproces (Tibetaans: Chikai-Bardo), het moment van sterven en het ontbinden van het grondstoffelijk lichaam. De tijd tussen het moment waarop het stervensproces inzet tot het moment dat de geest het lichaam verlaat en de scheiding van lichaam en geest een feit is. 
Volgens de hoogste tantra yoga lossen op het moment van de dood de vijf basiselementen, waaruit het lichamelijk bestaan, te weten, vlees, lichaamsvochten, lichaamswarmte, ademhaling en lichamelijk gestel, geleidelijk, de een na de ander, in elkaar op. Omdat de vijf innerlijke elementen, volgens boeddhisten, overeenkomen met de vijf uiterlijke elementen: aarde, water, vuur, wind en ether wordt dit in de teksten als volgt beschreven: Aarde lost op in water, water in vuur, vuur in lucht, lucht in ether en ether in bewustzijn. Dit oplossen wordt in het Tibetaans Thimrim genoemd. 
In de geest van de stervende doen zich tijdens dit proces acht opeenvolgende verschijningen voor: eerst luchtspiegelingen, dan volgen flarden rook, dan 'vuurvliegjes', vervolgens een diffuus gloeiend licht, dan een wit schijnsel dat lijkt op een heldere avondhemel, dan rode glans, dan zwarte volledige duisternis en ten slotte het heldere licht van de dood zelf.
Het laatste bezit volgens Tibetaanse boeddhisten een enorm potentieel. Indien men het bewust en zonder angst beleeft, kan een transformatie optreden, een diep inzicht in het wezen der dingen. Met andere woorden: men bereikt verlichting. 
Het Chikai-Bardo wordt gedetailleerd beschreven in het Tibetaans dodenboek.